# Lucius Lusius Geta

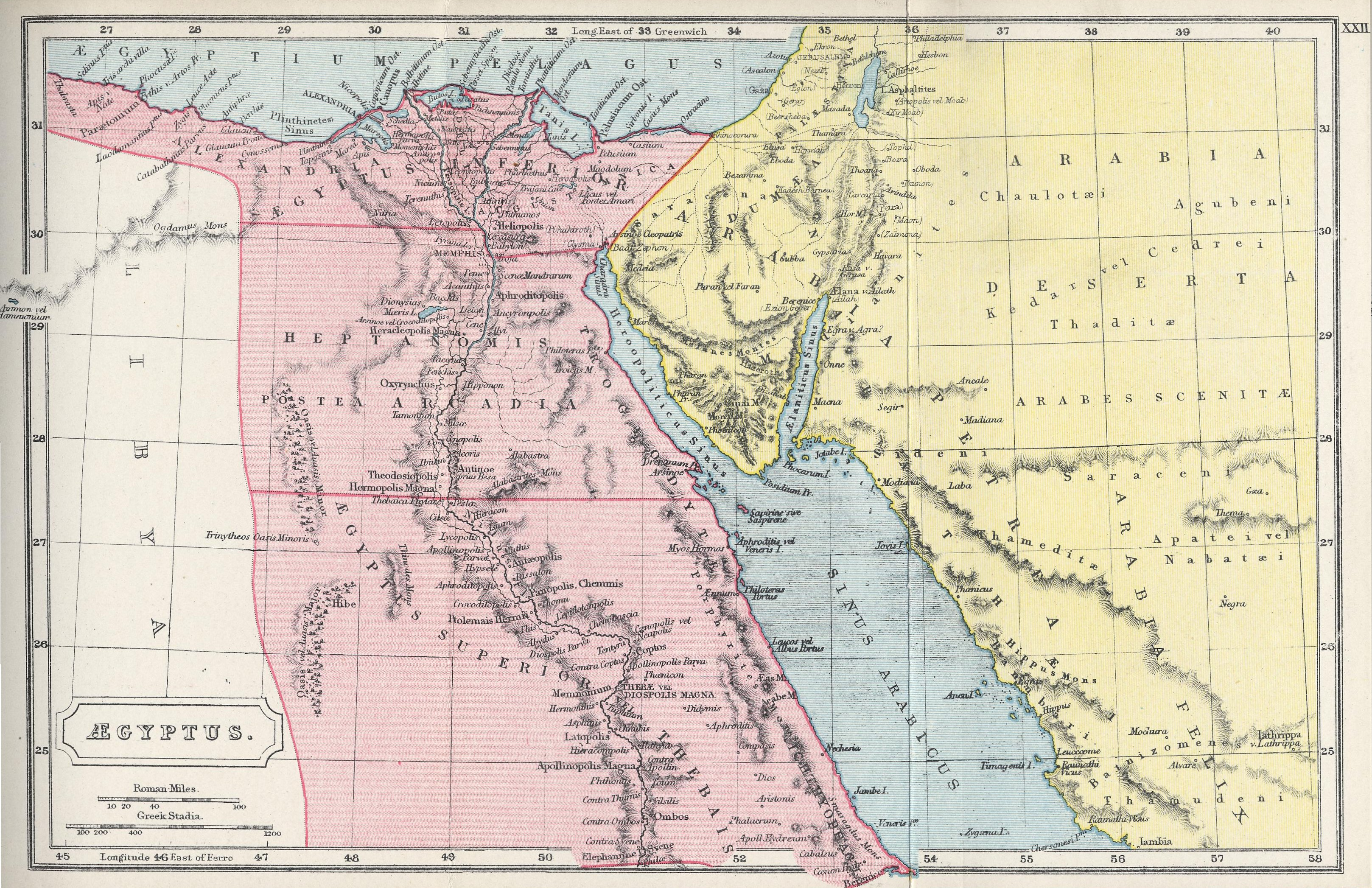
Die kaiserliche Provinz Ägypten

Lucius Lusius Geta (* vermutlich im 1. Jahrhundert; † im 1. Jahrhundert) war ein römischer Ritter, der zusammen mit seinem Kollegen Rufrius Crispinus im Jahr 48 unter Kaiser Claudius in das Amt eines Prätorianerpräfekten aufgestiegen war. Die Ernennung zum praefectus praetorio soll auf Betreiben der Valeria Messalina erfolgt sein. Laut Tacitus wollte sich die Gattin des Claudius damit der nur ihr persönlich ergebenen Loyalität der Geförderten versichern. Als der einflussreiche kaiserliche Freigelassene Narcissus wegen Messalinas Heirat mit Gaius Silius eine Verschwörung gegen Claudius fürchtete, ließ er Geta daher für den Tag der Festnahme der Kaiserin von seinem Amt entbinden und übernahm selbst dessen Befehlsgewalt. Nach Messalinas Sturz blieb Geta jedoch im Amt.
Im Jahr 51, drei Jahre nach dem Tod ihrer Gönnerin Messalina, wurden Lucius Lusius Geta und sein Amtskollege Rufrius Crispinus von ihren Pflichten als Prätorianerpräfekten entbunden. Ihre Absetzung erfolgte auf Initiative von Claudius’ nächster Frau Agrippinia, die damit einer potentiellen Gefahr für ihren Sohn Nero, dem sie den Thron zu sichern beabsichtigte, vorbeugen wollte. Denn sie befürchtete, die Präfekten würden Messalinas Sohn Britannicus unterstützen. Dazu installierte sie entgegen dem Prinzip der Kollegialität mit Sextus Afranius Burrus nur einen ihr persönlich verpflichteten Prätorianerpräfekten.
Lucius Lusius Geta wurde von Claudius am 29. März 54 als Statthalter in die kaiserliche Provinz Ägypten entsandt. Das Amt führte er bis zur Abberufung am 17. November des gleichen Jahres durch den nachgefolgten Kaiser Nero aus. Während sein ehemaliger Amtskollege Rufrius Crispinus im Jahr 66 Selbstmord beging, ist über das weitere Schicksal des Lucius Lusius Geta nichts bekannt.